# Zeugites munroanus
Zeugites munroanus là một loài thực vật có hoa trong họ Hòa thảo. Loài này được Hemsl. miêu tả khoa học đầu tiên năm 1885.